# Prodo
Prodo è una frazione del comune di Orvieto (TR).

## Geografia fisica
Il paese si trova lungo la strada statale 79bis che collega Todi ad Orvieto, circa a 20 km di distanza da ciascuna delle due città. È posizionato in zona collinare (394 m s.l.m.), sulla sommità di una forra articolata in tre burroni, due dei quali sfociano nel lago di Corbara ed uno nella valle di Orvieto. I suoi abitanti (49, secondo i dati Istat del 2001) si chiamano prodenzani; le case circondano un'ampia piazza sulla quale dà l'antico castello medievale e un viale fiancheggiato da tigli, robinie e ligustri. Il suo territorio, assieme alla frazione di Colonnetta di Prodo, fa parte della zona 12 del comune di Orvieto (simile ad una circoscrizione).

## Storia
La storia e il nome del paese si associano con le vicende del Castello. Esso venne acquistato in parte nel 1221 dalla famiglia orvietana dei Lupicini che lo ebbero dal conte Bovacciano di Matteo Bovacciani, il quale dovette cederne la metà, insieme ad altri possessi, non avendo pagato loro un debito di 1200 libre. In seguito a tale acquisizione i nuovi possessori, per dar maggior lustro al loro casato (probabilmente di origine plebea) mutarono il loro nome in "Prodenzani". Di tale famiglia fu anche membro il poeta orvietano Simone Prodenzani. Costoro possedettero il castello, in comproprietà con i conti di Montemarte del ramo di Titignano (forse imparentati con i conti Bovacciani), fino alla metà del '400, poi esso poco prima del 1457 passò all'opera del Duomo, in seguito ad un lascito testamentario di donna Francesca, nipote del detto Simone e ultima erede della stirpe.  Prodo rimase poi proprietà della detta Opera sino all'ingresso dell'Umbria nel Regno d'Italia (1861). Nel 1849 ospitò anche Giuseppe Garibaldi mentre era inseguito dalle truppe dello Stato Pontificio.

## Economia
Il relativo isolamento e la tranquillità della zona hanno permesso lo sviluppo di attività agrituristiche. Inoltre, la presenza di uno dei più bei canyon umbri attira numerosi turisti e sportivi che si vogliono cimentare nella discesa.

## Monumenti e luoghi d'arte

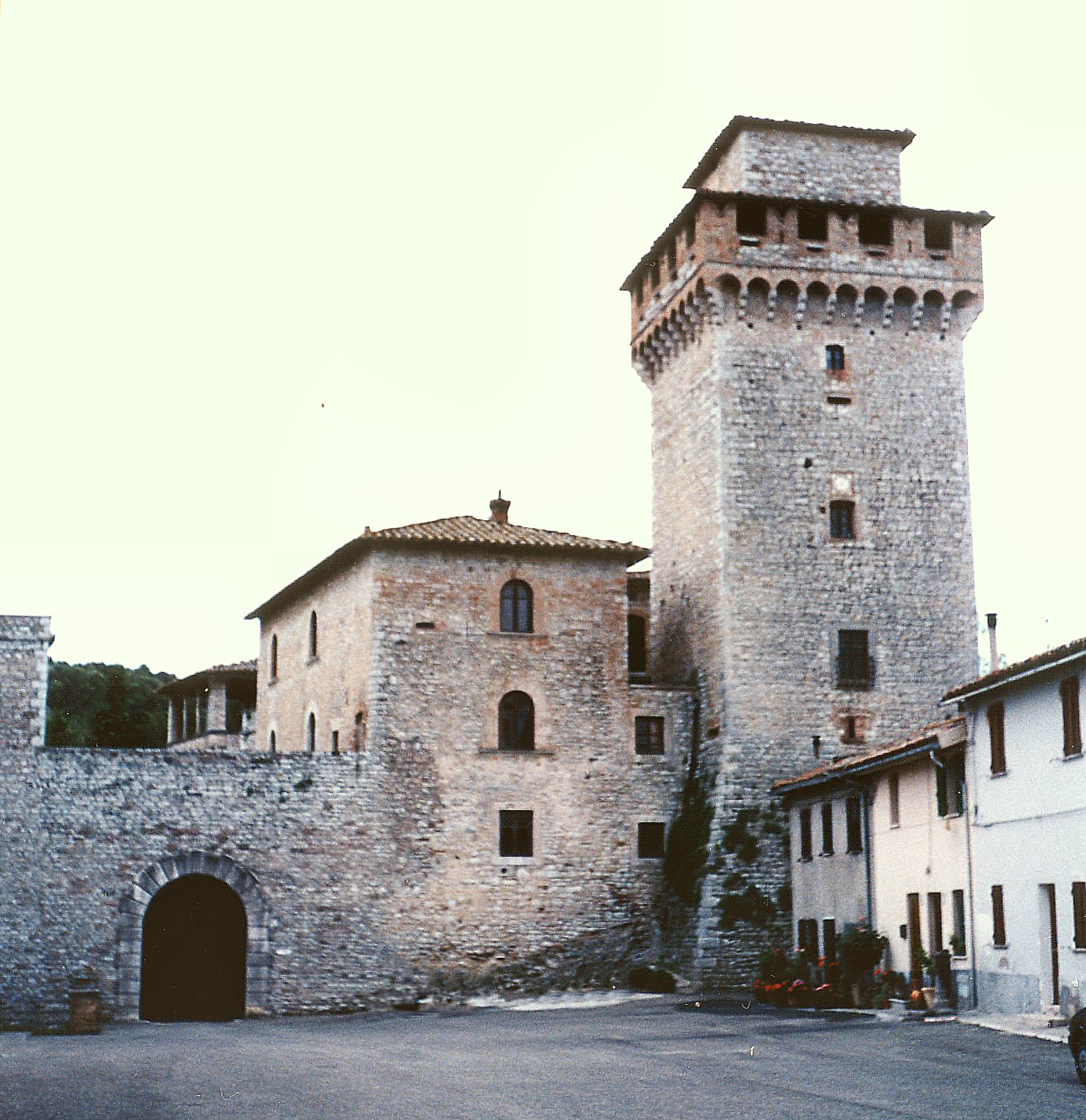
Il castello di Prodo, visto dalla piazza principale del paese

- Il Castello (XIV secolo), caratterizzato da torri angolari sporgenti con tetto, in buono stato di conservazione. Dal 1871 è proprietà privata e non può essere visitato.
- Fosso Campione (forra).
- La chiesa parrocchiale è in stile romanico toscano a bande alternate orizzontali di 2 colori (bianco e rosso mattone). Il portale è incorniciato da laterizi, così come la lunetta ed il rosone sopra. Il cornicione della chiesa e del campanile è abbellito da archetti a tutto sesto posti immediatamente sotto. L'interno è ad un'unica navata. Vi sono delle statue di santi. Vi si accede da una scalinata che si erge dalla statale d'accesso al paese, proprio di fronte alla piazza del castello.

## Sport
- Il torrentismo è praticato lungo la forra di Fosso Campione (denominata anche con il toponimo i pozzi), che sfocia direttamente nel lago di Corbara all'imboccatura delle gole del Forello, dopo una discesa di circa 150 m; detto anche forra di Prodo. Lo scorrimento idrico è a carattere stagionale e termina a primavera inoltrata. Nel 2003 il percorso è stato completamente riattrezzato con materiale inox entrando così a far parte del progetto Procanyon.
- Campo di calcio.